# Kunishige Kamamoto
Kunishige Kamamoto (jap. 釜本 邦茂, Kamamoto Kunishige; * 15. April 1944 in Kyōto; † 10. August 2025) war ein japanischer Fußballspieler und -trainer sowie Funktionär und Politiker.

## Karriere

### Als Spieler
Kamamoto begann in der vierten Grundschulklasse mit dem Fußballspielen und betrieb den Sport auch nach seinem Wechsel an die Yamashiro-Oberschule der Präfektur Kyōto (Kyōto-furitsu Yamashiro kōtō gakkō). Von 1963 bis 1966 studierte Kamamoto an der Waseda-Universität und wurde dabei viermal in Folge Torschützenkönig der Kanto University League. 1967 schloss sich der Stürmer Yanmar Diesel an, für die er bis 1984 in 251 Spielen der Japan Soccer League 202 Tore erzielte.

### Als Trainer
Von 1978 bis 1984 betreute Kamamoto Yanmar Diesel als Spielertrainer und anschließend als Trainer. 1991 übernahm er das Training beim Ortsrivalen Matsushita Electric Industrial und betreute das Team, das sich nach der Gründung der J. League in Gamba Osaka umbenannt hatte, bis 1995. Erst 2009 widmete er sich wieder dem Traineramt und zwar bei dem unterklassigen Fujieda My FC, dem japanischen myfootballclub-Pendant zum englischen Ebbsfleet United.

### Als Funktionär und Politiker
Kamamoto wurde 1995 für die Liberaldemokratische Partei (LDP) über die nationale Verhältniswahl in das Sangiin, das Oberhaus des japanischen Parlaments gewählt. Innerhalb der LDP schloss er sich der Mitsuzuka/Mori-Faktion an. 1998 wurde er zum Vizepräsidenten des japanischen Fußballverbandes (Nihon Soccer Kyōkai, engl. Japan Football Association) ernannt. Yoshirō Mori berief ihn im Jahr 2000 als Staatssekretär (fuku-daijin, „Vizeminister“) im Sozialministerium in sein zweites Kabinett. Bei der Sangiin-Wahl 2001 erhielt er nur knapp 60.000 der neu eingeführten Präferenzstimmen landesweit und verlor sein Mandat. 2002 gehörte Kamamoto zum Vorstand des Organisationskomitees der Fußball-Weltmeisterschaft.

## Nationalmannschaft
1962 und 1963 nahm Kamamoto mit Japan an der U-19-Fußball-Asienmeisterschaft teil. Zwischen 1964 und 1974 bestritt er insgesamt 61 Länderspiele für die japanische Fußballnationalmannschaft, in denen er 55 Tore erzielen konnte. Er ist somit zusammen mit Kazuyoshi Miura der beste japanische Torschütze.
Kamamoto nahm mit Japans Team an den Olympischen Spielen 1964 und 1968 teil. Bei den Olympischen Spielen 1968 konnte Japan die Bronzemedaille gewinnen und Kamamoto war bei diesem Turnier mit sieben Toren der beste Torschütze. 1966, 1970 und 1974 war er mit Japan bei den Asienspielen am Start.

## Weitere Erfolge und Ehrungen
- Japanischer Fußballmeister: 1971, 1974, 1975, 1980
- Japanischer Pokalsieger: 1983, 1984
- Japanischer Fußballer des Jahres: 1966, 1968, 1971, 1974, 1975, 1980, 1981
- Torschützenkönig der Japan Soccer League: 1968, 1970, 1971, 1974, 1975, 1976, 1978
- 14-malige Berufung in die japanische Elf der Saison
- 5. Platz bei der Wahl zu Asiens Spieler des Jahrhunderts
- Aufnahme als einer der ersten in die Japan Football Hall of Fame 2005